# Acaraú
Acaraú es un municipio brasileño del estado del Ceará. Tiene una población estimada, en 2021, de 63 556 habitantes.
Se localiza próximo a la vera del río de mismo nombre. Es el mayor productor de langosta del Brasil. Vive de la pesca, agricultura y de la ganadería.
Está situado a 238 km de Fortaleza, con acceso por la CE-085, BR-222 y CE-354, entre otras rutas.

## Etimología
El origen del topónimo acaraú es indígena. Una hipótesis es que es el resultado de la fusión de acará (garza) y hu (agua), por lo que el significado sería río de las garzas.

## Historia
La fundación del municipio de Acaraú se concretó el 31 de julio de 1849.
La historia de la ocupación del territorio del delta del río Acaraú por los indios tremembés comenzó antes de la llegada de los portugueses a la región, en el siglo XVI.

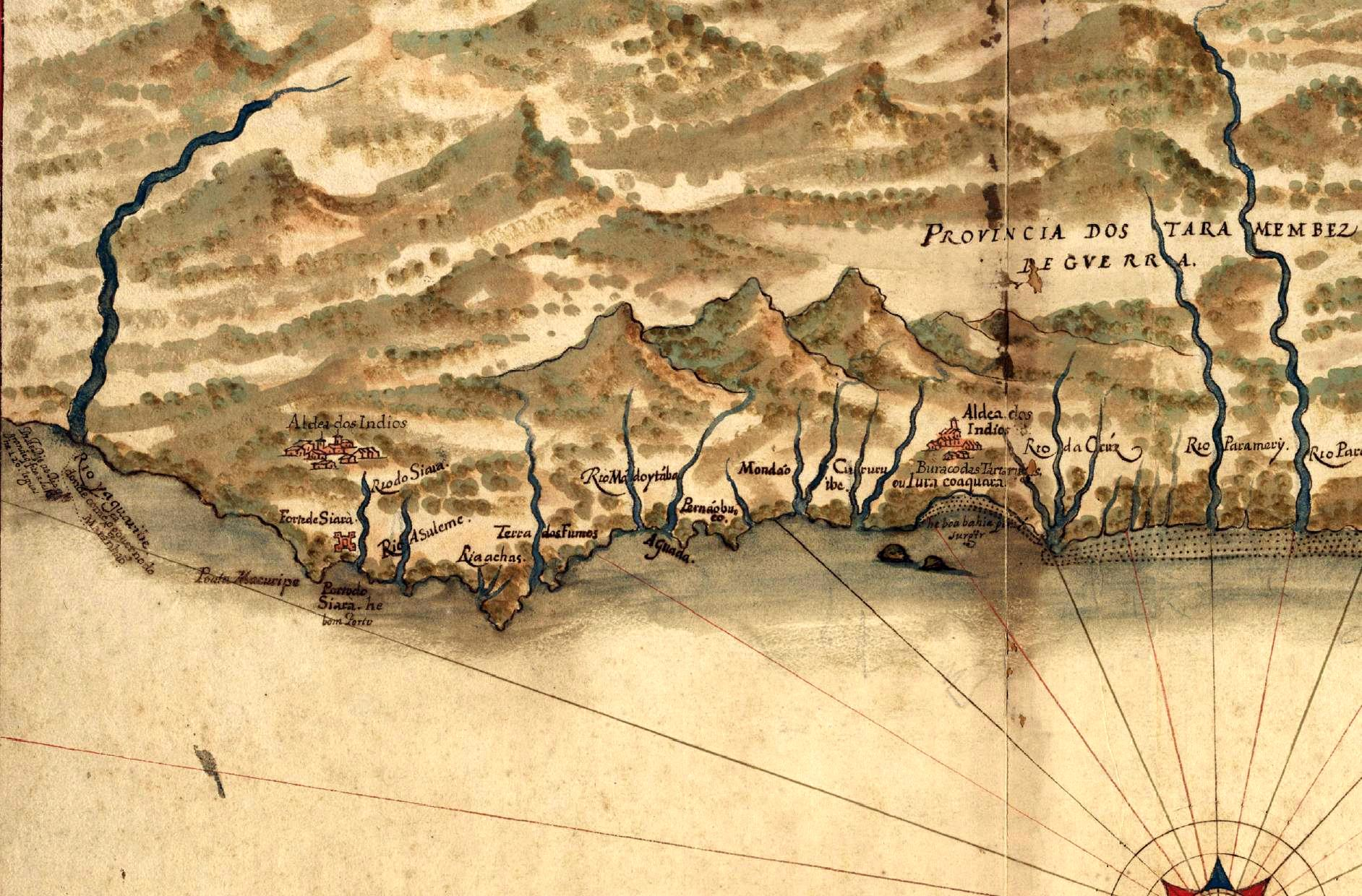
Mapa de la costa de Ceará en 1629

Los portugueses hicieron un reconocimiento completo de la región para usarla como base de apoyo para la ocupación del litoral y para los enfrentamientos militares con los franceses, que ocupaban el Maranhão. De este momento histórico existen varias cartas topográficas del siglo XVII.
En 1608 se instala el primer poblamiento portugués de esta región, que fue la "Aldeia do Cajueiro" (hoy Almofala), un asentamiento de indios radicados en el lugar por iniciativa de los jesuitas. El inicio del poblamiento y la actividad económica en las márgenes del río Acaraú por los portugueses aconteció con la llegada de fugitivos de las guerras con los holandeses oriundos de Pernambuco, Paraíba y Rio Grande do Norte en el siglo XVII, a través de las entradas de los Sertões de Fora. La explotación de la ganadería y la producción del charque se inició en el siglo XVIII.
El primitivo núcleo de Barra do Acaracu sirvió de lugar de anclaje a pequeñas embarcaciones, por lo que después pasó a llamarse Puerto de los Barcos de Acaracu. Fue el marco inicial de lo que más tarde vendría a ser la ciudad de Acaraú.
En el siglo XVIII, el 22 de septiembre de 1799, el poblado fue elevado a la categoría de distrito de Acaracu de la villa de Sobral. Su elevación a la categoría de villa del Acaracu, con el distrito ya separado de la jurisdicción de Sobral, se aprobó mediante Ley N.º 480, de 31 de julio de 1849, y se puso en vigencia el 5 de febrero de 1851.
El título de municipio, ya con la denominación actual de Acaraú, se aprobó mediante la ley provincial n.º 2019, de 19 de septiembre de 1882.
La parroquia fue creada por el decreto general de 5 de septiembre de 1832, con la transferencia para la población de la Barra del Acaraú de la parroquia a la Iglesia de Nuestra Señora de la Concepción de Almofala, antigua misión de los indios tremembés.

## Política
La administración municipal se localiza en la sede: Acaraú.

## Subdivisión
El municipio tiene cuatro distritos: Aranaú, Juritianha, Laguna del Carneiro y Santa Fe.

## Geografía

### Clima
El clima es tropical atlántico con un promedio de lluvias media de 1175 mm con lluvias concentradas entre enero y mayo.

### Hidrografía y recursos hídricos
Los principales recursos hídricos son el río Acaraú y las lagunas de Guriu, Caiçara y Jijoca.

### Relieve y suelos
Las principales elevaciones son: Ensenada de Timbaú, Serrote y Ponta de Jericoacoara.

### Vegetación
Presenta vegetación costera.

## Economía
La base de la economía es la pesca. Posee un puerto con un canal de acceso de 2,4 metros de profundidad que, en marea alta, permite la entrada de pequeñas embarcaciones. 
Otras actividades son la producción bovina, porcina y avícola y la agricultura: algodón arbóreo y herbáceo, cajú, mandioca, maíz y frijol.
Posee 13 industrias: cuatro de productos alimenticios; tres extractoras mineras; dos de madera; dos de productos minerales no metálicos; una de servicios de construcción y una de prendas de vestir, calzados y artículos de cuero y piel.
La pesca ocupa un papel importante en el sistema económico de Acaraú. El 31% de la producción proviene de la pesca artesanal y la producción media es de 7900 toneladas.

### Turismo
El turismo es otra base de la economía regional, debido a los atractivos naturales del municipio:
- Playas: Barrinha, Aranaú Monteiro, Arpoeiras, Barra del Zumbi, Espraiado, Volta del Río y Coroa Grande
- Lagunas: Espinhos da Volta, Dantas, Lagamar y Carrapateira
- Islas: Isla de los Fernandes, Imburana, Coqueiros, Grande, Isla de los Ratos.
- Río Acaraú.

## Cultura
Los principales eventos culturales son los siguientes:
- Fiesta de la patrona: Nuestra Señora de la Concepción. Esta fiesta acontece en la víspera del día 8 de diciembre de cada año, siendo este día feriado municipal.
- Carnaval: evento que atrae muchos visitantes a la ciudad por ser bastante tranquilo en los festejos de los participantes.